# Поклик
«Поклик» (с укр. — «Зов») — четвёртый мини-альбом украинской певицы Джамалы, выпущенный 28 октября 2022 года. Певица представила свой альбом вживую 5 ноября 2022, во время благотворительного концерта в киевском музее Ханенко.

## Список композиций
| №                   | Название                 | Автор(ы)                                | Длительность |
| ------------------- | ------------------------ | --------------------------------------- | ------------ |
| 1.                  | «Take Me To A Place»     | Сусана Джамаладинова, Maria Q           | 4:01         |
| 2.                  | «Закохана»               | Сусана Джамаладинова, Ульяна Автенюк    | 3:03         |
| 3.                  | «Be Brave, Be Different» | Сусана Джамаладинова, Maria Q           | 4:28         |
| 4.                  | «Сину»                   | Сусана Джамаладинова, Василий Симоненко | 3:25         |
| Общая длительность: | Общая длительность:      | Общая длительность:                     | 14:57        |

## История релиза
| Регион | Дата            | Формат                     | Лейбл      | Ист.  |
| ------ | --------------- | -------------------------- | ---------- | ----- |
| Мир    | 28 октября 2022 | Цифровая загрузка Стриминг | Camp Music | [ 5 ] |